# Dowództwa okręgów korpusów
Dowództwa okręgów korpusów (DOK) – terytorialne organy Ministerstwa Spraw Wojskowych pełniące w Polsce w latach 1918–1939 funkcje administracyjno-gospodarcze, mobilizacyjne i garnizonowo-porządkowe.

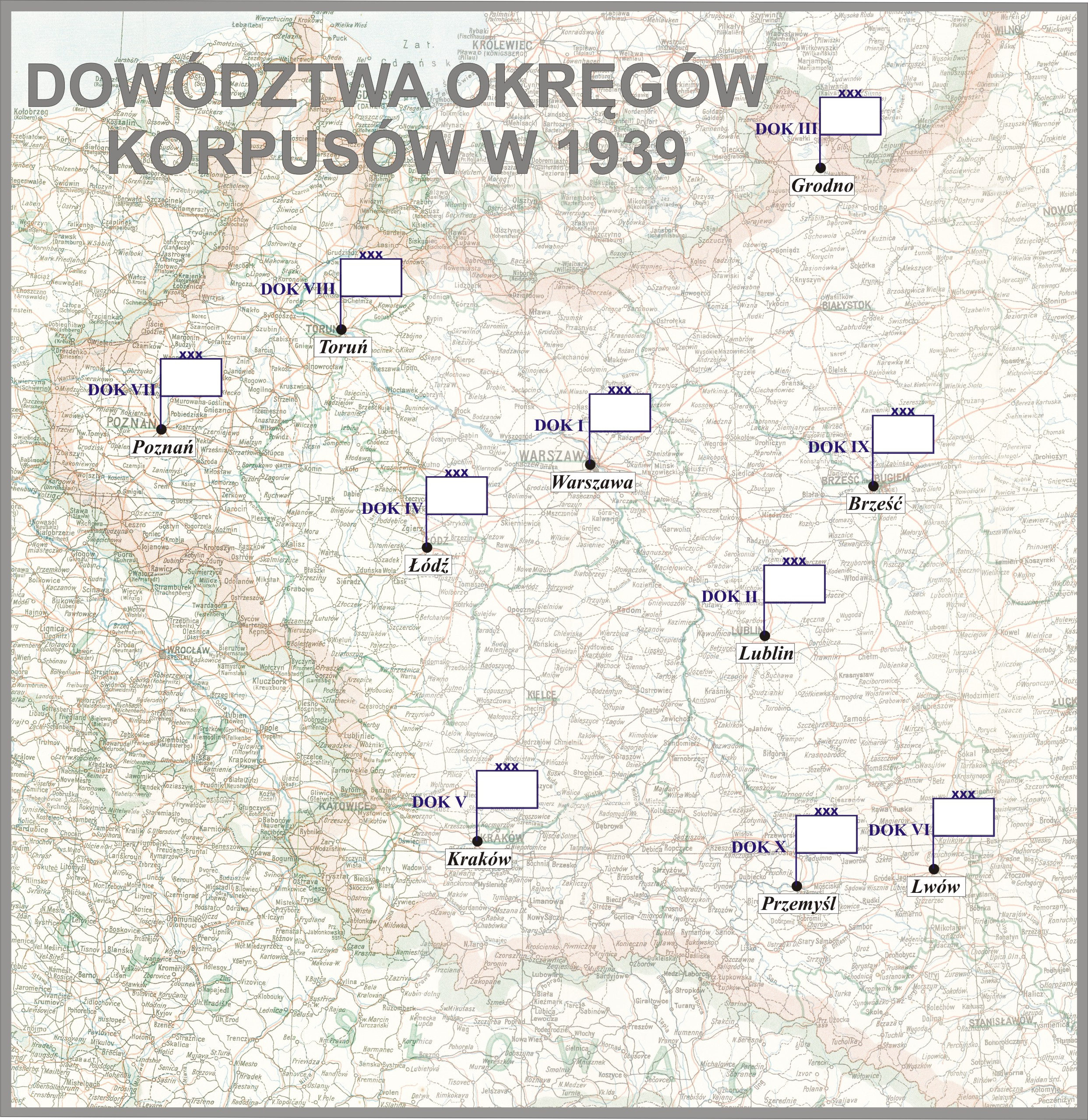
DOK w 1939

## Organizacja okręgów generalnych w latach 1918–1921
Organizowanie wojskowych władz terytorialnych rozpoczęto jeszcze przed odzyskaniem niepodległości. Od 15 października 1918 roku utworzono na terenie byłego Królestwa Polskiego 15 okręgów wojskowych oraz trzy (później cztery) Inspektoraty Lokalne. Inspektorat Lokalny był organem zwierzchnim w stosunku do okręgów wojskowych. 17 listopada 1918 roku utworzono pięć okręgów generalnych: warszawski, lubelski, kielecki, łódzki i krakowski. Stopniowo, w miarę przejmowania nowych terenów przez administrację polską, tworzone były kolejne Dowództwa Okręgów Generalnych.
Organizacja wewnętrzna dowództw okręgów generalnych w dniu 1 czerwca 1920 roku:
- dowódca okręgu generalnego
- sztab dowództwa okręgu generalnego
- dział sanitarny
- dział intendentury
- dział kontroli gospodarczej
- dział budowlano-kwaterunkowy
- dział duszpasterstwa
- okręgowi inspektorowie broni głównych (na czas mobilizacji i wojny) — piechoty, jazdy i artylerii.
- szef inżynierii dowództwa okręgu generalnego
- urząd opieki nad grobami wojennymi
- adiutantura dowództwa okręgu generalnego

W skład sztabu dowództwa okręgu generalnego wchodziły:
- wydział I mobilizacyjno-organizacyjny (referaty: mobilizacyjny, organizacyjny, bezpieczeństwa i asystencji, ewidencji i map, kancelaria),
- wydział II informacyjny (referaty: defenzywny, informacyjno-polityczny, prasowy, propagandy, dozoru korespondencji, jeńców i internowanych, stowarzyszeń wojskowo-wychowawczych, kancelaria),
- Wydział IIIa wyszkolenia,
- Wydział IIIb Uniwersytet Żołnierski (referaty: szkolny, bibliotek żołnierskich, instytucji oświatowo-społecznych),
- Wydział IV techniczny (referaty: saperski, łączności, uzbrojenia, koni i taborów, samochodów, kancelaria),
- Wydział Va personalny (referaty:personalny, spraw honorowych i dyscyplinarnych, ewidencyjny),
- Wydział Vb do spraw szeregowych (referaty: poboru i uzupełnień, personalny, kancelaria),
- Wydział VI wojskowo-prawny.

Poszczególne działy dowództwa okręgu generalnego składały się z referatów i posiadały osobne kancelarie. Kancelaria główna DOGen. wchodziła w skład adiutantury.

## Organizacja dowództw okręgów korpusów w latach 1921–1939

### Organizacja w latach 1921–1924
Zmiany w organizacji dowództw terytorialnych, które zaszły w 1921 roku związane były z zakończeniem wojny polsko-bolszewickiej i przechodzeniem armii na organizację pokojową. Obszar państwa podzielony został na dziesięć okręgów korpusów:
- Okręg Korpusu Nr I z Dowództwem w Warszawie,
- Okręg Korpusu Nr II z Dowództwem w Lublinie,
- Okręg Korpusu Nr III z Dowództwem w Grodnie,
- Okręg Korpusu Nr IV z Dowództwem w Łodzi,
- Okręg Korpusu Nr V z Dowództwem w Krakowie,
- Okręg Korpusu Nr VI z Dowództwem we Lwowie,
- Okręg Korpusu Nr VII z Dowództwem w Poznaniu,
- Okręg Korpusu Nr VIII z Dowództwem w Toruniu,
- Okręg Korpusu Nr IX z Dowództwem w Brześciu,
- Okręg Korpusu Nr X z Dowództwem w Przemyślu.

Ponadto wydzielono Obszar Warowny „Wilno” i Obszar Nadmorski obejmujący polskie wybrzeże Bałtyku.
Podział kraju na okręgi korpusów nie pokrywał się z podziałem administracyjnym na województwa. Dowódca okręgu korpusu sprawował z ramienia ministra spraw wojskowych władzę wojskową na obszarze okręgu korpusu. Wszystkie formacje stacjonujące na terenie okręgu korpusu podlegały mu pod względem mobilizacji, uzupełnień i administracji.
Dowództwu Okręgu Korpusu podporządkowane były Powiatowe Komendy Uzupełnień (PKU) (przemianowane następnie na Rejonowe Komendy Uzupełnień (RKU)), które obok ewidencji poborowych, rezerwistów, żołnierzy pospolitego ruszenia i ponad-kontyngentowych oraz przeprowadzenia poboru, opracowywały także przydziały mobilizacyjne rezerwistów.
Dowództwo Okręgu Korpusu:
1.Sztab,
2. Szefostwa broni i służb,
3. Kwatera Główna Okręgu Korpusu.
Sztab:
- Oddział I – organizacyjno-mobilizacyjny,

Zakres czynności: organizacja, mobilizacja, demobilizacja, dyslokacja, bezpieczeństwo i dyscyplina. 
- Oddział II – informacyjny (placówka terenowa Oddziału II Sztabu Głównego),

Zakres czynności: kontrwywiad i częściowo wywiad wojskowy. 
- Oddział III – wyszkolenia i oświaty,

Zakres czynności: szkolenia wojskowe formacji przynależnych do danego Okręgu Korpusu, szkolenia rezerwistów, szerzenia oświaty i kultury w wojsku oraz sprawy związane z podnoszeniem poziomu wychowania fizycznego w wojsku. 
- Oddział IV – zaopatrzenia materiałowego,

Zakres czynności: opracowywanie ogólnych planów mobilizacyjnych względnie demobilizacji materiałowej Okręgu Korpusu, sprawy zasobów terenowych w planach mobilizacyjnych i koordynowanie działalności wszystkich służb w tym zakresie. 
- Oddział V – personalny.

Zakres czynności: sprawy personalne i ewidencja oficerów i szeregowych, sprawy oficerskich sądów honorowych oraz sprawy związane z biurowością w instytucjach podległych Okręgowi Korpusu.
Wszystkie oddziały sztabu miały wspólną kancelarię i kreślarnię.
Szefostwa broni i służb Okręgu Korpusu.
Każdy szef broni względnie służby Okręgu Korpusu posiadał etatowy personel, który łącznie z szefem nosił nazwę szefostwa Okręgu Korpusu.
W myśl organizacji Dowództwa Okręgu Korpusu z 1921 roku istniały następujące szefostwa:
- Artylerii i Służby Uzbrojenia,
- Inżynierii i Saperów,
- Łączności,
- Intendentury,
- Sanitarne,
- Weterynarii,
- Duszpasterstwa,
- Poboru,
- Remontu.

Kwatera Główna. 
- kancelaria główna wraz z archiwum,
- drukarnia,
- komisja gospodarcza,
- kompania sztabowa,
- stacja telegraficzna Hughesa.

W okresie przechodzenia od organizacji wojennej do organizacji pokojowej istniały jeszcze w DOK następujące komórki organizacyjne: 
- Dział kontroli gospodarczej,
- Urząd Opieki nad grobami wojennymi przy Szefostwie Duszpasterstwa,
- Referat osad żołnierskich przy Oddziale I Sztabu,
- Wydział inwalidzko-superrewizyjny przy Szefostwie Sanitarnym,
- Wydział zaopatrzenia inwalidzkiego przy Szefostwie Intendentury,
- Wydział zaopatrzenia rodzin przy Szefostwie Intendentury,
- Referat przemysłu wojennego.

### Zmiany w organizacji wprowadzone w sierpniu 1924 roku
7 maja 1924 roku MSWojsk. wydało „Instrukcję organizacyjną dla DOK na stopie pokojowej”, której postanowienia obowiązywały od 1 sierpnia tego roku. Nowa organizacja dowództw okręgów korpusów na stopie pokojowej wprowadziła następujące zmiany:
- wyłączono szefostwa broni i służb ze składu organizacyjnego DOK (sprawowali tylko funkcje fachowych doradców dowódcy OK),
- utworzono stanowisko inspektora poborowego,
- zlikwidowano Oddział IV i V oraz Szefostwo Poborowe, Szefostwo Remontu i Kwaterę Główną DOK,
- przemianowano Oddział I na Oddział Ogólny, Oddział III na Oddział Wyszkolenia, Kancelarię Główną na Kancelarię Sztabu, kompanię sztabową na Oddział Sztabowy, stację telegraficzną Hughesa na stację telegraficzną DOK,
- przeorganizowano Oddział II Informacyjny na Samodzielny Referat Informacyjny[2].

Podział oddziałów na referaty ustalał dowódca OK na wniosek szefa sztabu.

### Zmiany w organizacji wprowadzone w latach 1926–1930
Z dniem 1 września 1926 roku we wszystkich dowództwach okręgów korpusów z wyjątkiem DOK I, zniesiono stanowiska zastępców dowódców okręgów korpusów.
25 lipca 1928 roku zostali ustanowieni pomocnicy dowódców okręgów korpusów do spraw uzupełnień. Do 1939 roku, kiedy to przywrócono stanowiska zastępców dowódców OK, pomocnicy zastępowali z urzędu dowódców okręgów korpusów w czasie ich nieobecności.
Z dniem 1 kwietnia 1929 roku zostały zlikwidowane okręgowe szefostwa łączności, natomiast w składzie szefostw inżynierii okręgów korpusów utworzono referaty łączności.
W 1929 roku utworzono okręgowe urzędy przysposobienia wojskowego i wychowania fizycznego, które przejęły z oddziałów wyszkolenia sprawy przysposobienia wojskowego i wychowania fizycznego .

### Zmiany w organizacji wprowadzone w latach 1931–1939
Z dniem 1 stycznia 1931 roku w skład dowództw okręgów wojskowych zostały wcielone, bez zmiany nazwy i uprawnień:
- okręgowe urzędy wychowania fizycznego i przysposobienia wojskowego[6],
- szefostwa sanitarne i szefostwa weterynaryjne[7].

W tym samym roku z oddziałów ogólnych i oddziałów wyszkolenia utworzono wydziały ogólne oraz wydziały mobilizacji i uzupełnień. Wydziały ogólne obejmowały wszystkie sprawy na szczeblu DOK z wyłączeniem spraw dotyczących mobilizacji i uzupełnień.
W skład każdego z wydziałów ogólnych wchodziły trzy referaty: organizacyjno-administracyjny, wyszkolenia i personalny, natomiast wydziały mobilizacji i uzupełnień posiadały w swoim składzie cztery referaty: ogólny, mobilizacji personalnej, mobilizacji materiałowej i koni oraz uzupełnień.
Ponadto utworzono samodzielne referaty bezpieczeństwa.
W skład organizacyjny Dowództwa Okręgu Korpusu włączono szefostwa: uzbrojenia i duszpasterstwa.
W latach 1932–1933 przemianowano wydziały ogólne na samodzielne referaty ogólne oraz usamodzielniono referaty personalne i oświatowe.
Z dniem 1 maja 1934 roku zlikwidowano kompanie sztabowe.
Z dniem 1 grudnia 1934 roku zlikwidowano stanowiska inspektorów uzupełnień.
W 1937 roku utworzono stanowiska dowódcy obrony przeciwlotniczej okręgu korpusu oraz przekazano składnice map pod zarząd WIG.

### Zmiany w organizacji wprowadzone w 1939 roku

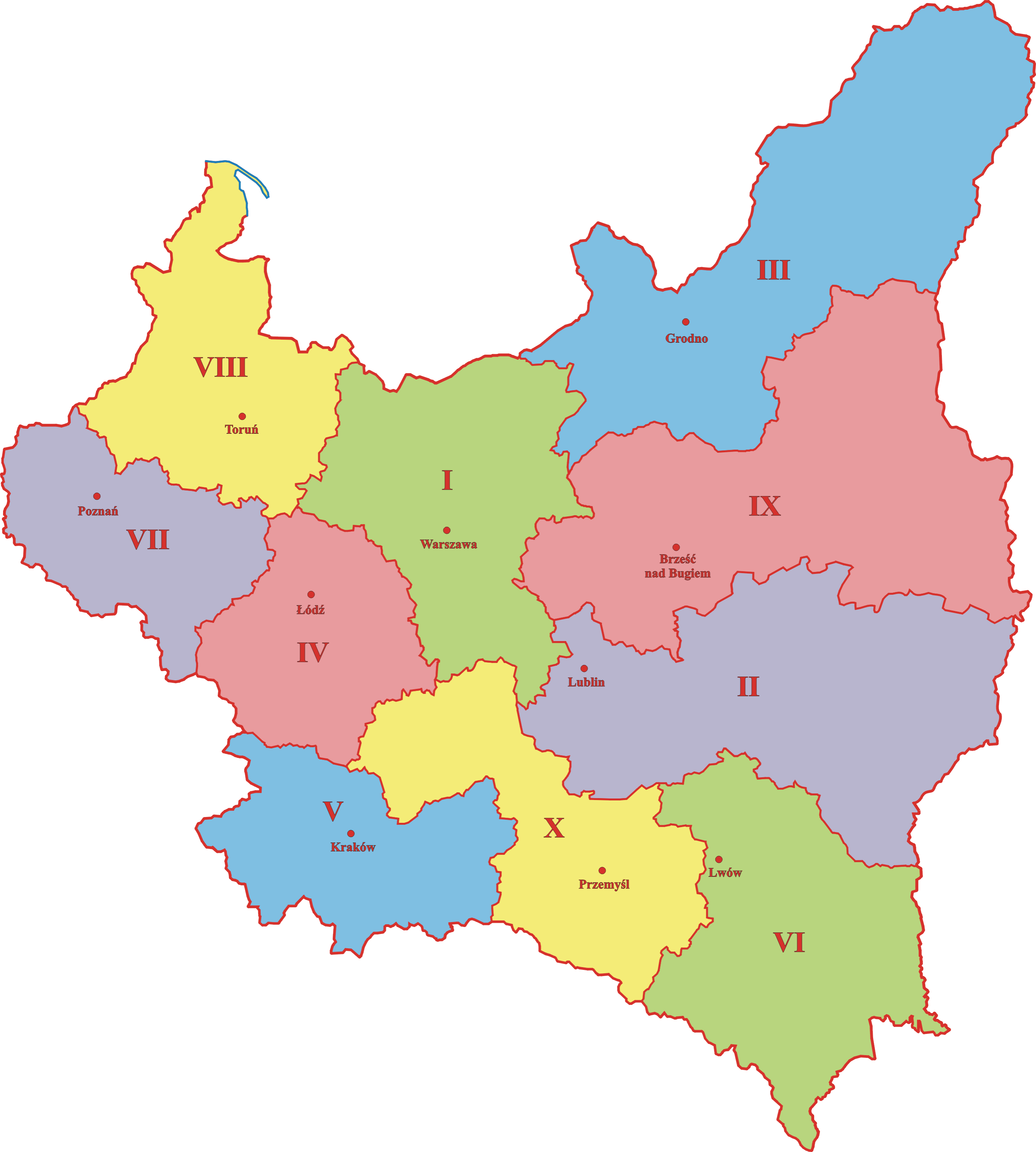
Okręgi Korpusów w 1939

4 maja 1939 roku została wprowadzona do użytku służbowego „Tymczasowa ogólna instrukcja organizacyjna Dowództwa Okręgu Korpusu na stopie pokojowej", opracowana przez Departament Dowodzenia Ogólnego MSWojsk.
Instrukcja miała charakter tymczasowy – dowódcy Okręgów Korpusu winni byli w terminie do 1 maja 1940 roku przedstawić swoje uwagi, spostrzeżenia i wnioski.
W stosunku do poprzedniej organizacji Dowództwa Okręgu Korpusu, instrukcja wprowadziła następujące zmiany:
- utworzono stanowisko kwatermistrza, któremu podlegali szefowie służb (z wyjątkiem szefów służb duszpasterskich podlegających bezpośrednio dowódcy Okręgu Korpusu),
- utworzono Samodzielny Referat Kwatermistrzowski;
- powołano doradcę prawnego;
- przemianowano Samodzielny Referat Ogólny na Wydział Ogólny.
- Referat Oświatowy utracił samodzielność i wszedł w skład Wydziału Ogólnego.
- dowódcę OPL podporządkowano zastępcy dowódcy Okręgu Korpusu;
- Utworzono szefostwa: 
  - łączności,
  - saperów;
  - samochodowe;
- Wprowadzono zmiany w podziale wydziałów i samodzielnych referatów na referaty.

## Organizacja DOK na stopie pokojowej z 17 II 1939 r.
„Organizacja Dowództwa Okręgu Korpusu na stopie pokojowej z 17 lutego 1939" weszła w życie wraz z „Tymczasową ogólną instrukcją organizacyjną DOK na stopie pokojowej z 4 maja 1939 r.” Dowódcy poszczególnych OK mieli do 1 maja 1940 przedstawić swoje uwagi odnośnie do nowej organizacji. Planowano przywrócić DOK zadania jakie spełniał w latach 1921–1926. 
Nowa organizacja miała przede wszystkim ułatwić przejście DOK z organizacji pokojowej na wojenną oraz mobilizację II i III rzutów Kwater Głównych armii i SGO. W nawiasie podano przydziały mobilizacyjne osób funkcyjnych DOK.
- dowódca
  - I zastępca dowódcy (dowódca etapów armii)
  - II zastępca dowódcy
  - szef Duszpasterstwa Katolickiego
  - rabin (w DOK IV)
  - Sztab
    - szef sztabu
    - Wydział Mobilizacji
      - Referat Ogólny
      - Referat Materiałowy
      - Referat Koni i Środków Przewozowych
      - Referat Oficerskiej Kadry Okręgowej
      - Referat Administracji Rezerw Podoficerów i Szeregowych
      - Referat Uzupełnień
      - Referat Przemysłu Wojennego
      - Kancelaria Mobilizacji Ogólnej

    - Wydział Ogólny
      - Referat Ogólno Organizacyjny
      - Referat Wyszkolenia
      - Referat Oświatowy

    - Samodzielny Referat Bezpieczeństwa
      - kierownik referatu (szef sztabu dowódcy etapów armii)

    - Samodzielny Referat Informacyjny
    - Samodzielny Referat Personalny
    - Kancelaria Ogólna

  - Kwatermistrzostwo
    - kwatermistrz (kwatermistrz armii)
    - doradca prawny
    - Samodzielny Referat Zaopatrzenia
      - kierownik referatu (szef Wydziału Zaopatrzenia lub kierownik Referatu Zaopatrzenia Oddziału IV Sztabu Armii)

    - Szefostwo Uzbrojenia
      - szef służby (szef służby uzbrojenia armii)

    - Szefostwo Saperów
    - Szefostwo Łączności
    - Szefostwo Samochodowe
    - Szefostwo Taborów
    - Szefostwo Budownictwa
    - Szefostwo Intendentury
      - szef intendentury (szef intendentury armii)

    - Szefostwo Sanitarne
      - szef sanitarny (szef sanitarny armii)

    - Szefostwo Weterynarii
      - szef służby (szef służby weterynaryjnej armii)

  - dowódca OPL i Obrony Przeciwgazowej
    - Sztab OPL i OPGaz.
      - szef sztabu (kierownik Referatu OPL w Dowództwie Etapów Armii)

  - Okręgowy Urząd Wychowania Fizycznego i Przysposobienia Wojskowego
- Dowództwo Obszaru Warownego
  - Dowódca Obszaru Warownego
  - Zastępca Dowódcy
  - Szef Sztabu
  - Szef Artylerii
  - Szef Fortyfikacji

## Jednostki wojskowe Okręgów Korpusu
do 1926
DOK miały własne sztaby i w wypadku wojny stawały się pełnowartościowymi dowództwami związków taktycznych niższego szczebla (Grupa Operacyjna, Korpus). 
Dowódca OK był pełnoprawnym przełożonym wszystkich jednostek, oddziałów i służb stacjonujących w danym okręgu.
po 1926
DOK miały charakter terytorialnego organu Ministerstwa Spraw Wojskowych i pełniły funkcje administracyjno-gospodarcze, mobilizacyjne i garnizonowo-porządkowe. W gestii dowódcy Okręgu Korpusu leżało: kierowanie przysposobieniem wojskowym, działalność sądownictwa wojskowego, współpraca z władzami cywilnymi oraz reprezentacja wojska. Koordynował również szkolenia jednostek i wykorzystania obozów ćwiczebnych oraz organizacji obrony przeciwlotniczej (OPL) i przeciwgazowej (OPGaz.). 
Dowódca OK nie miał uprawnień dowodzenia operacyjnego, szkolenia i inspekcji Wielkich Jednostek stacjonujących na podległym mu obszarze. Na wypadek wojny dowództwa okręgów przygranicznych miały się przeorganizować w dowództwa etapów armii działających na ich terenie.
W każdym Okręgu Korpusu stacjonowały trzy dywizje piechoty, brygada kawalerii (w ośmiu Okręgach Korpusu), pułk artylerii ciężkiej, oddział (pułk, ewentualnie batalion) saperów, bronie specjalne, oddziały techniczne oraz służby.
| DOK  | DP         | BK, BKZmot lub BPM           | bpanc            | Artyleria                                          | Saperzy                    | Obrona Narodowa; KOP                                       |
| I    | 8, 18, 28  | Mazowiecka, Warszawska BPM   | 3 bpanc          | 1 pac, 1 paz, 1 pan, 1 paplot, 11 daplot           | 1 bsap, 2 psap, OS-P 18 DP | Warszawska¹                                                |
| II   | 3, 13, 27  | Wołyńska                     | 9 bpanc 12 bpanc | 2 pac, 12 daplot (w trakcie formowania), 13 baplot | OS-P 13 i 27 DP            | Wołyńska²; 3 pp³                                           |
| III  | 1, 19, 29  | Podlaska, Suwalska, Wileńska | 7 bpanc          | 3 pac, 33 dal, 2 daplot, 3 daplot                  | 3 bsap, OS-P 29 DP         | Dziśnieńska²; 1 BP³, 4 pp³                                 |
| IV   | 7, 10, 26  | -                            | 10 bpanc         | 4 pac, 4 daplot (w trakcie formowania)             | OS-P 7 i 10 DP             | Sieradzka¹                                                 |
| V    | 6, 21, 23  | Krakowska                    | 5 bpanc          | 5 pac, 5 daplot, 15 daplot                         | 5 bsap, OS-P 23 DP         | Górnośląska¹, Podhalańska¹, Śląsko-Cieszyńska², Dąbrowska² |
| VI   | 5, 11, 12  | Kresowa, Podolska            | 6 bpanc          | 6 pac, 1 pamot, 6 daplot                           | OS-P 11 i 12 DP            | Lwowska¹, Karpacka²; 1 BP³, 1 pp³                          |
| VII  | 14, 17, 25 | Wielkopolska                 | 1 bpanc          | 7 pac, 7 daplot                                    | 7 bsap, OS-P 25 DP         | Poznańska¹, Kaliska¹                                       |
| VIII | 4, 15, 16  | Pomorska                     | 8 bpanc          | 8 pac, 31 pal, 8 daplot                            | 8 bsap, OS-P 16 DP         | Pomorska¹, Chełmińska¹                                     |
| IX   | 9, 20, 30  | Nowogródzka                  | 4 bpanc          | 9 pac, 9 daplot                                    | 6 bsap, OS-P 20 DP         | 1 BP³, 1 pp³                                               |
| X    | 2, 22, 24  | 10 BKZm                      | 2 bpanc          | 10 pac                                             | 4 psap, .                  | Podkarpacka¹; 1 pp³                                        |
| ON   | MBStrz.    | -                            | -                | mdal, 1 mdaplot, 2 mdaplot                         | -                          | Morska¹                                                    |

DP - Dywizja Piechoty; BK – Brygada Kawalerii, BKZmot - Brygada Kawalerii (Zmotoryzowana), BPM – Brygada Pancerno-Motorowa; bpanc – batalion pancerny
OS-P – Ośrodek Sapersko-Pionierski

Artyleria: (m)p(d)al – (morski) pułk (dywizjon) artylerii lekkiej, pac – pułk artylerii ciężkiej, pan – pułk artylerii najcięższej, paz – pułk artylerii zmotoryzowanej, pamot – pułk artylerii motorowej, (m)p(d)aplot – (morski) pułk (dywizjon) artylerii przeciwlotniczej 

¹) BON – Brygada Obrony Narodowej, 
²) pBON – Półbrygada Obrony Narodowej, 
³) KOP – Korpus Ochrony Pogranicza